# Grandfontaine (Baix Rin)
Grandfontaine (en alsacià Grossbrunn) és un municipi francès, situat a la regió del Gran Est, al departament del Baix Rin. L'any 1999 tenia 369 habitants. Limita amb Wisches al nord-est, Schirmeck al sud-est, Moussey al sud-ouest, Vexaincourt, Luvigny, Raon-sur-Plaine i Raon-lès-Leau a l'oest, i Turquestein-Blancrupt al nord-oest
Forma part del cantó de Mutzig, del districte de Molsheim i de la Comunitat de comunes de la Vall de la Bruche.

## Demografia
| 1962 | 1968 | 1975 | 1982 | 1990 | 1999 |
| ---- | ---- | ---- | ---- | ---- | ---- |
| 351  | 386  | 408  | 361  | 351  | 369  |

## Administració
| Període | Identitat     | Partit |
| ------- | ------------- | ------ |
| 2001-   | Etienne Maire |        |